# Acrocirrus frontifilis
Acrocirrus frontifilis is een borstelworm uit de familie Acrocirridae. Het lichaam van de worm bestaat uit een kop, een cilindrisch, gesegmenteerd lichaam en een staartstukje. De kop bestaat uit een prostomium (gedeelte voor de mondopening) en een peristomium (gedeelte rond de mond) en draagt gepaarde aanhangsels (palpen, antennen en cirri).
Acrocirrus frontifilis werd in 1860 voor het eerst wetenschappelijk beschreven door Grube als Heterocirrus frontifili.